# Chaix
Chaix foi uma comuna francesa na região administrativa da Pays de la Loire, no departamento de Vendéia. Estendia-se por uma área de 7,37 km². Em 2010 a comuna tinha 433 habitantes (densidade: 58,8 hab./km²).
Em 1 de janeiro de 2017, passou a formar parte da nova comuna de Auchay-sur-Vendée.